# This I Love
This I Love – piosenka wydana na płycie grupy Guns N’ Roses, Chinese Democracy, trwa ona 5:34 minut, jej autorem jest Axl Rose.

## Informacje
Piosenka została nagrana, według nieoficjalnych danych, bezpośrednio do Erin Everly. Utwór jest uznawany za kontynuację trylogii Guns N’ Roses (Don't Cry, November Rain, Estranged).

## Twórcy
- Axl Rose – śpiew
- Dizzy Reed – keyboard, fortepian, perkusja
- Robin Finck – gitara, śpiew towarzyszący
- Tommy Stinson – bas, śpiew towarzyszący
- Chris Pitman – syntezator, keyboard
- Bryan Mantia – perkusja
- Richard Fortus – gitara
- Bumblefoot – gitara
- Frank Ferrer – perkusja
- Buckethead - gitara